# Paula Narea
Paula Narea, bürgerlich Paula Elena Narea Schrebler oder Paula Narea Schrebler, ist eine chilenische Musikproduzentin und Managerin, welche zunächst als Sängerin und Songwriterin aktiv war. Sie ist die Tochter der Sängerin Myriam von Schrebler und ist mit Carlos Narea und Cristina Narea in brüderlicher sowie schwesterlicher Weise verwandt.

## Geschichte
Paula Narea trat in den 1970er und 1980er Jahren als Backgroundsängerin u. a. mit Xaime Noguerol, Vickkie El Vikingo, Miguel Ríos und Pablo Milanés in Erscheinung und schrieb Songs für die spanische Hardrockband Banzai.
Im Jahr 1998 wird sie, zuvor für BMG in Argentinien und  Spanien in leitender Funktion für das regionale Marketing verantwortlich, als eine der ersten Frauen zu jener Zeit zur Generalmanagerin des Unternehmens für Chile ernannt und übernimmt kurz darauf im Jahr 2000 die Geschäftsleitung der Landesvertretung. Drei Jahre später 2003 engagierte sie Sony Music in Spanien als Managerin für die internationale Exploitation. Mit der Beteiligung von BMG an Sony fungiert sie fortan als Development Managerin für den neu entstandenen Musikkonzern Sony BMG.